# بهرمان (حجر كريم)

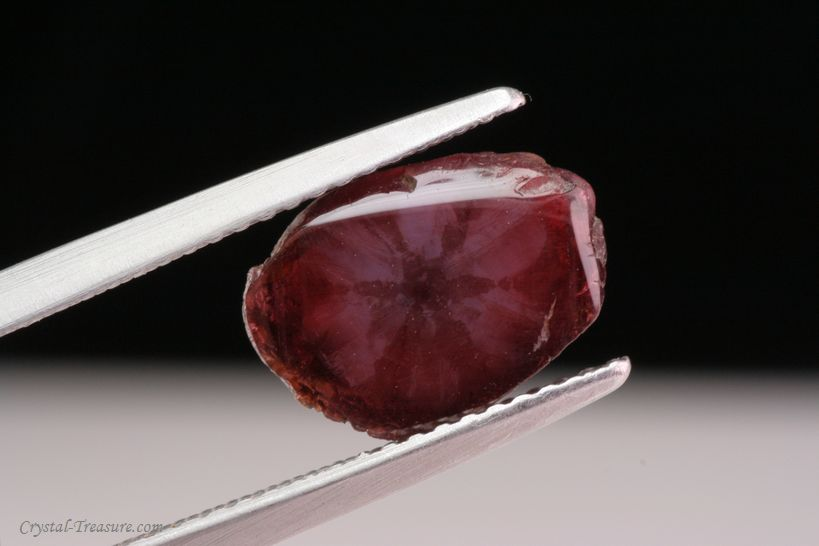
حجر ألماندين مصقول (عقيق)

البَهْرَمان أو ياقوت جمريّ اسم آخر لأحجار ألمندين الكريمة، لونها أحمر قانٍ ساطع الرونق والوضاء قُطِعَت قطعًا أملس محدب بطريقة تسمى كابوشون. قد يشير المصطلح إلى أي حجر كريم أحمر عقيق.

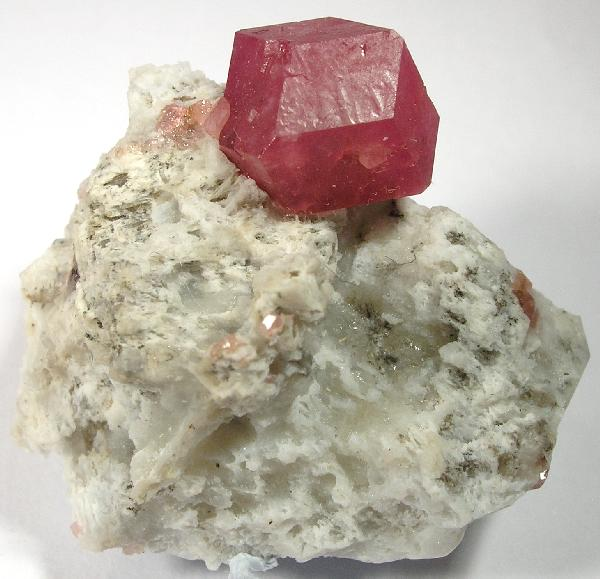
العقيق الأحمر